# Wojciech Konarski
Wojciech Andrzej Konarski (ur. 4 marca 1960 w Warszawie) – polski samorządowiec, starosta powiatu gryfińskiego w latach 2006–2024, od 2024 roku wicestarosta tego powiatu. W latach 1998–2006 był burmistrzem Chojny, a od 1992 do 1994 burmistrzem Mieszkowic.    

## Życiorys
Jest synem Janiny i Henryka. Posiada tytuł magistra inżyniera środowiska.

### Działalność samorządowa
Od 1992 do 1994 roku był burmistrzem Mieszkowic. Następnie do 1998 roku był sekretarzem gminy w Moryniu. W 1998 roku został wybrany burmistrzem Chojny. W wyborach samorządowych w 2002 roku został ponownie wybrany burmistrzem Chojny, wygrywając z Grzegorzem Sakowskim w drugiej turze z wynikiem 2635 głosów (50,37%). W wyborach samorządowych w 2006 roku bezskutecznie ubiegał się o reelekcję na stanowisko burmistrza, przegrywając z Adamem Fedorowiczem. Uzyskał wówczas 2454 głosy (49,48%). 
4 grudnia 2006 roku został wybrany starostą powiatu gryfińskiego. Został członkiem Platformy Obywatelskiej. W wyborach samorządowych w 2010 roku kandydował do rady powiatu z list Inicjatywy Samorządowej z pierwszego miejska w okręgu 3. Uzyskał mandat radnego z wynikiem 530 głosów (5,84%). W listopadzie tego samego roku został ponownie wybrany starostą. W lutym 2011 roku został wykluczony z Platformy Obywatelskiej.
W wyborach samorządowych w 2014 roku ponownie uzyskał reelekcję jako radny powiatu, uzyskując 419 głosów (5,74%). W listopadzie tego samego roku został ponownie wybrany na starostę, utworzył także koalicję z Platformą Obywatelską. W marcu 2017 roku został członkiem Komisji Rewizyjnej Dolnoodrzańskiej Inicjatywy Rozwoju Obszarów Wiejskich. Odpowiadał za większościowe przejęcie przez powiat szpitala w Gryfinie, a następnie doprowadził do jego modernizacji. W marcu 2018 roku zrezygnował z mandatu radnego powiatu, pozostając na funkcji starosty. W wyborach samorządowych w tym samym roku został ponownie wybrany radnym powiatu z wynikiem 1079 głosów (11,35%). Po wyborach utworzył koalicję z Koalicją Obywatelską, a w listopadzie tego samego roku został starostą. W wyborach samorządowych w 2024 roku ponownie został radnym powiatowym otrzymując 329 głosów. 7 maja tego samego roku na funkcji starosty zastąpiła go Ewa Dudar, a Konarski został wicestarostą.

## Odznaczenia i wyróżnienia
- Złota Odznaka Honorowa Gryfa Zachodniopomorskiego (2010)[23]
- Brązowy medal Zasłużony dla Wojsk Inżynieryjnych (2013)[24]
- Medal Okolicznościowy z okazji 35-lecia Polskiego Związku Działkowców (2016)[25]